# Elua
Elua is de zoon van Yeshua uit Kushiëls sage, een fantasyboekenreeks van Jacqueline Carey. Het verhaal van Yeshua en Elua is sterk gebaseerd op het verhaal van Jezus.
De gezegende Elua is tot leven gekomen toen de gekruisigde Yeshua Ben Yosef door een soldaat van Tiberium in zijn zijde werd gestoken, waarna de bittere zilte tranen van de Magdelene onder het kruis op de grond vielen in het bloed van de Messias. Door deze vereniging in de treurende Aarde is haar kostbaarste zoon werd verwerkt; de gezegende Elua, die geholpen werd door de engelen. 
Toen koning Persis de jonge Elua in boeien liet slaan, kwam de schone engel Naamah om zijn vrijheid vragen, die hij van de koning kreeg in ruil voor een nacht van genot met de engel. Hierna trok Elua met zijn gezellen (Naamah, Anael, Azza, Shemhazai, Camaël, Cassiël, Eisheth en Kushiël) door de wereld, en legde Naamah zich telkens in markt-plaatsen neer met vreemdelingen. Zo hadden ze geld om verder te trekken naar een land dat hen welkom heette; Terre d'Ange, waar hij zijn gebod verkondigde; ‘hebt lief zo ge wilt’. 
In Terre d'Ange volgen de mensen sindsdien de richtlijnen van gezegende Elua, en treden vele jongeren in ‘Dienst van Naamah’. Om hun ‘Mark’ (een kostbare tatoeage op de rug) te behalen proberen zij giften bijeen te krijgen van hun ‘Patronen’ met wie zij ‘Contracten’ sluiten voor lichamelijke liefde, zoals de Schone Naamah eens deed. Vele jongeren zijn verbonden aan een huis of iemand uit de adelstand, en kopen hiermee tevens hun ‘Verbintenis’ af, waarna ze vrij zijn om hun eigen keuzes te maken.